# Rhagio centrimaculatus
Rhagio centrimaculatus är en tvåvingeart som beskrevs av Yang 1993. Rhagio centrimaculatus ingår i släktet Rhagio och familjen snäppflugor. Inga underarter finns listade i Catalogue of Life.